# Вергаза
Вергаза (рос. Вергаза) — присілок, підпорядковане місту Усть-Катав Челябінської області Російської Федерації.
Населення становить 82 особи (2010).

## Історія
Згідно із законом від 26 серпня 2004 року органом місцевого самоврядування є Усть-Катавський міський округ.

## Населення
| 2002 | 2010 |
| ---- | ---- |
| 129  | ↘82  |